# Mantoudi-Limni-Agia Anna
Mantoudi-Limni-Agia Anna (in greco Μαντούδι-Λίμνη-Αγία Άννα?) è un comune della Grecia situato nella periferia della Grecia Centrale (unità periferica dell'Eubea) con 13 673 abitanti secondo i dati del censimento 2001.
È stato istituito a seguito della riforma amministrativa detta Programma Callicrate in vigore dal gennaio 2011 che ha abolito le prefetture e accorpato numerosi comuni.